# 香港の戦い
香港の戦い（ホンコンのたたかい、英語: Battle of Hong Kong、中国語: 香港保衛戰）は、太平洋戦争での南方作戦中の香港作戦において、同作戦を行う日本軍と、イギリス領香港を統治するイギリス帝国のイギリス軍との間で勃発した戦闘である。なおこの戦闘で日本軍は勝利し、その後終戦まで香港地域を占領する事となる。また同戦闘時の香港駐屯イギリス軍には、英領インドやカナダといった当時のイギリスの植民地部隊をはじめ、中華民国の国民革命軍の部隊や自由フランスの義勇兵部隊も参加していた。

## 背景
英領香港は、1841年のアヘン戦争の際にイギリス帝国が占領し、1842年に大清帝国との間で結ばれた南京条約の結果、香港島を領有したことに始まる。1898年の北京条約で対岸の九龍城と昂船洲（ストーンカッター島）を永久領有、新界（九龍半島の残部）を99か年間の租借地とした。すなわち深圳湾から大鵬湾を結ぶ以南の土地ならびに周辺の島嶼四十余および海面を含めて香港植民地とした。香港は英極東政策の根拠地として発展を遂げ、世界有数の大国際港になった。1931年秋の満州事変を契機にイギリスは香港の防備の強化を決定し、1936年に九龍半島中央部一帯の要塞線ジン・ドリンカーズ・ラインが完成した。1937年に日中戦争（支那事変）が勃発すると、蔣介石率いる中華民国は政府を重慶に移し、イギリスが極東に持つ唯一の海軍基地である香港は中華民国が諸外国との連絡を維持するための窓口となり、物資の中継基地あるいは宣伝、謀略の基地として重要な地位を占めた。英領香港の開戦時の人口は約175万、うちイギリス人を中心とした西洋人は2万。さらに中国大陸からの避難民も流入していた。香港島は水道水の供給が最大の弱点であった。降雨量が安定せず水不足になりがちで、通常時でも水の半分は九龍側に依存していた。
1938年秋の日本軍の広東攻略により、イギリスは九龍高地要塞設備を放棄し、できるだけ長く日本軍の香港港湾の利用を拒否することをもって香港防衛の唯一の軍事理由とし、これが香港防衛計画の基本構想として最後まで変わらなかった。
1940年6月、日本軍は宝安県を攻略しイギリスと中華民国との国境を完全に封鎖、強力な要塞を擁する香港攻略を視野に入れて攻城重砲を動員、7月15日にはそれら重砲を主力とする軍直轄の軍砲兵たる第1砲兵司令部（司令官：北島驥子雄中将）を設置、日本陸軍最大の重砲兵団である第1砲兵隊を編成し、また担当師団としては第38師団が予定され、国境封鎖と訓練にあたった。1941年11月6日、対イギリス軍との戦闘を念頭に置いた南方作戦準備発令とともに香港攻略準備が発せられた。
日本側の目的は、香港と九龍半島からイギリス・アメリカなどの勢力を排除し、その租借地等の権益を接収することだった。南方作戦における香港作戦は、陸海軍中央協定で作戦目的を「敵を撃破して香港を攻略するに在り」と定められた。
香港占領の研究家である謝永光によれば、日本軍がタイやベトナムに進駐した以上、英軍政関係者はいずれ香港から撤退せざるを得ず、進攻の要はなかったのではないかとしている。
1941年11月6日、攻略命令とともに、事前に検討されていた攻略作戦を元にして「香港攻略作戦要領」が指示された。日本軍は4週間での攻略を見込んでいた。日本軍は、主な難所は九龍半島の城門貯水池のイギリス軍陣地であり、九龍半島攻略後の香港島の攻略は容易だと考えていた。

## 経過

### 九龍半島攻略
1941年12月8日朝、真珠湾攻撃と同時刻に第23軍飛行隊は啓徳飛行場のイギリス軍機に対して航空第一撃を加えた。開戦命令の電文はマレー半島上陸成功を知らせる「ハナサク・ハナサク」という暗号であった。イギリス軍は対応が遅れ、啓徳空港もこの際に攻撃され、マニラから到着したばかりのパンアメリカン航空のシコルスキーS-42をはじめとする航空機を日本軍に破壊され、空軍機と義勇軍使用の民間機、航空会社の民間機あわせて12機が炎上、2機が大破し全飛行機を失ってしまった。

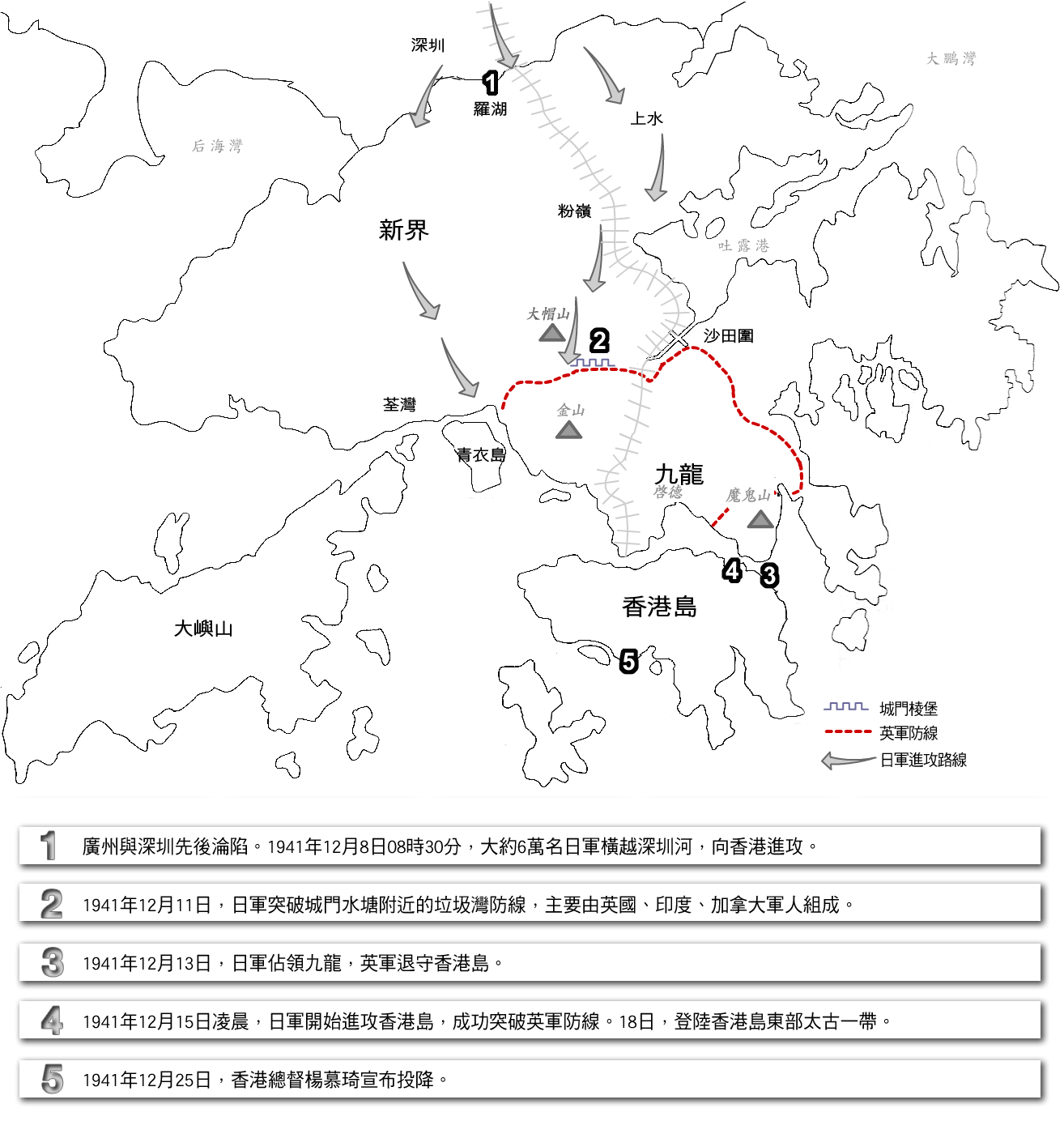
香港の戦い

同日、第23軍各部隊も順次国境を突破して前進した。酒井軍司令官は九龍要塞ジン・ドリンカーズ・ライン主陣地への組織的攻撃を意図し、各部隊に準備を命じた。攻撃発起までの準備期間としては1週間程度が予定されていた。
ところが9日夜、第38師団戦闘指揮所へ、歩兵第228連隊から「標高二五五ニ拠リ頑強ニ抵抗スル敵ニ対シ夜襲シ奮戦約三時間ニシテ二三三〇之ヲ占領セリ」という内容を含む電報が届いた。歩兵第228連隊長土井定七大佐は後方で敵情地形を偵察していたが、城門貯水池南側高地に対する夜襲を考えた。南側地区は自己連隊の責任外地域であったが、土井連隊長は、イギリス軍に隙があるのならば、奇襲をもって敵陣地を奪取したいとの願望を密かに抱いていた。
9日夜、土井連隊長は第3大隊に夜襲の決行を命じた。20時30分、若林東一中尉の率いる第10中隊は255高地のイギリス軍陣地に突入し、3時間の戦闘の末これを奪取した。土井連隊長の独断専行を知った佐野師団長以下師団司令部は激しく動揺し後退を命じたものの、土井連隊長は司令部からの電話を切ってしまった。若林中隊はさらに前進し、10日1時には341高地まで占領した。酒井軍司令官は急報を聞き激怒したが、この際、この機に乗じて所定の準備期間を待つことなく攻撃を開始しようと決断した。第1砲兵隊は準備未了の状態であったが10日午後から砲撃を開始しイギリス軍の主要な砲兵陣地を制圧、右翼の歩兵第230連隊も11日未明から攻撃前進を始め、同日昼までにジン・ドリンカーズ・ライン西側の主防衛線である366高地と256高地を占領した。11日12時、イギリス軍は香港島への撤退を発令した。
九龍半島での掃討戦は13日までに終了した。開戦前に日本軍では九龍半島の攻略に数週間を見込んでいたが、実際に要した日数は開戦後わずか6日であった。日本軍の戦死22名、戦傷121名。イギリス軍は遺棄死体165、捕虜49名を数えた。
軍司令部では、土井連隊長の独断専行について軍法会議に付すべきとの声もあがったが、「若林中尉が、前線を偵察中に偶然敵兵力配備の欠陥と警戒の虚を発見し、挺進敵陣地に突入しこれを奪取した」とすることで収拾が図られ、支那派遣軍総司令部および大本営に報告された。若林中尉には後に感状が授与され、「斥候中の挺進奪取」という話は流布した。若林中尉は1943年1月にガダルカナル島で戦死した。

### 香港島攻略

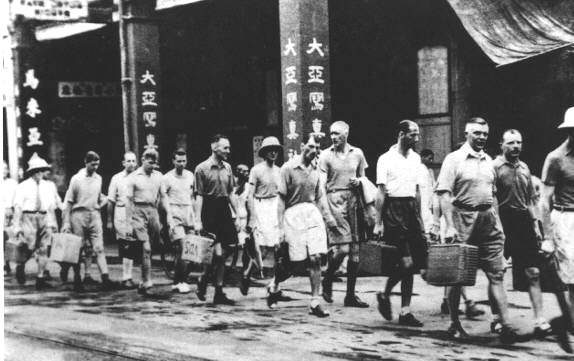
日本軍に誘導される香港の欧米人

九龍半島を占領した日本軍に対して、イギリス軍は香港島と洋上の艦船から砲撃を浴びせた。日本軍では九龍要塞の攻略で大方の戦闘は終わると予想していたので、イギリス軍の抵抗は意外なものであった。第23軍にはベルリンオリンピック水泳選手の伊藤三郎少尉や小池禮三少尉がいたので、決死隊を編成しヴィクトリア港を泳いで渡らせようと思いついたが、試してみたところ重装備ではろくに進みもせず、思いつきは断念された。
13日、九龍半島の貯水池から香港島への給水が断たれた。同日、日本軍は軍参謀の多田督知中佐と道案内のイギリス婦人を降伏勧告の軍使として派遣した。ヤング総督は降伏勧告を一蹴したが、日本軍では、会話の中でのやりとりから、香港島の一角に上陸しさえすればこれを契機としてイギリス軍は降伏するのではないかという希望的観測が広まった。
14日から日本軍は香港島へ向けて砲爆撃を開始し、第1砲兵隊は九龍半島対岸の海岸要塞に向けて3日間で2,000発を打ち込んだ。しかし島の南側の要塞はほとんど手付かずであった。17日、再度多田中佐を派遣し第2回目の降伏勧告が行われたが、回答は変わらなかった。
渡海作戦は、歩兵団長の指揮する右翼隊（歩兵第228、第230連隊各主力基幹）が九龍及び大全湾付近より香港島北角付近へ、左翼隊（歩兵第229連隊基幹）が鯉魚門方面から同島北東部へ上陸する作戦であった。18日20時準備射撃を開始。20時40分第1波が離岸し、21時45分奇襲上陸に成功した。第2波は一転して激しい防御射撃を受けたが19日払暁までに渡海を完了し、香港島北東部を確保した。
イギリス軍は、在香港重慶軍事使節団長である陳策提督の「中国軍6万が国境に集結して日本軍を背後から攻撃せんとしている」との言葉を信じていた。19日から20日にかけて戦闘は混戦状態を呈した。イギリス軍は頑強な抵抗を続け、日本軍は複雑な地形と堅固なトーチカ群に遭遇して前進を阻まれた。
20日、ニコルソン山の要塞を攻撃した日本軍右翼隊は同日夜にこれを占領したものの死傷者は600名に及んだ。左翼隊も山麓の香港ホテルに陣取るイギリス軍の猛射を受け前進できなくなった。赤柱半島でも激戦となった。赤柱半島は付け根の正面がわずかに250メートル、縦深3キロに及ぶ半島で、海岸砲台や高射砲陣地を備え鉄条網を張り巡らせ、約1,500名が守備する要塞地帯であった。日本軍は2個大隊と砲兵をもって攻撃をかけたがどうしても攻略することができなかった。

### 英軍の降伏後
21日、日本軍はニコルソン山中において貯水池を発見した。数人の中国人が給水施設を動かしていたが直ちに停止させ、たちまち香港市街は全面断水となった。同日、ようやく日本軍はニコルソン山の南北の線に沿って戦線を構築し、22日には香港ホテルを奪取してイギリス軍を東西に分断した。
さらに数日激戦が続き、第23軍将兵が前途なお多難の戦闘を覚悟しつつあった25日17時50分、香港島西部の陣地にあったヤング総督とマルトビイ少将が遂に白旗を掲げた。19時30分、日本陸海軍司令官は停戦を命じ、ここに香港の戦いは終わった。この日は香港人に「黒いクリスマス」と呼ばれている。
降伏の交渉は日本軍が司令部を置いていた「ペニンシュラホテル」の3階で行われた。香港島内における戦いで、日本軍は戦死683名、戦傷1,413名を出した。イギリス軍の戦死は1,555名、捕虜は戦闘間1,452名、戦闘後9,495名であった。
日本放送協会では、1941年の除夜の鐘のラジオ放送を中止し、香港攻略時の砲声の録音を流すことを決定した。

## 影響

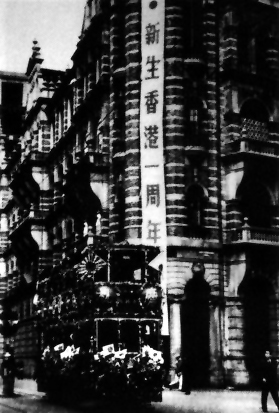
香港陥落1周年を祝う日本軍による行事

香港攻略戦で捕虜となったイギリス軍は11,000名。内訳はイギリス人が5,000名、インド人が4,000名、カナダ人が2,000名であった。捕虜の証言によれば、イギリス軍は半年間は持ちこたえる構えで食糧弾薬等を準備していたという。だが香港はわずか18日間で日本軍によって攻略された。
香港の戦いで捕虜となった将兵は香港内に設置された捕虜収容所へ抑留されたが、それらの中から数多くが日本、台湾の捕虜収容所へ移送され、各地の産業に従事した。これは国家総動員法によって日本中の若者が徴兵対象となり戦地に送られた結果、国内や台湾など軍需産業に携わる人員の不足をきたしたため、それを補うための一環とされたものである。日本などの捕虜収容所に送られた捕虜は戦後になって記録を残しているが、イギリス軍の兵卒でウェールズ出身のフランク・エバンスの『大江山の点呼 － 捕虜は思い出す』はそうした例の一つである。　
日本軍攻撃時及び直後の日本軍による略奪・暴行・強姦・虐殺に加えて、陥落直後に香港政庁の警察力が停止した香港市内は、それまで潜んでいた中国人の暴力団や犯罪組織が闊歩し、略奪や強奪などを行い、一時的に治安が悪化した。日本軍占領後、軍政が直接にしかれ、表面上の治安は回復したものの、日本兵らはささいなことでビンタなどの暴力をふるって住民に横暴を奮い、また、憲兵・水上憲兵らが住民を安易に家宅捜査・逮捕し、拷問・処刑する恐怖政治にとってかわられていった。

### 占領
日本軍はイギリスの植民地下にあった香港に対しては、中国本土とは区別して占領地行政を施行した。当初、酒井軍司令官を長官とする軍政庁を設置し、後に大本営陸軍部直轄の香港占領地総督を置いた。1942年1月19日、磯谷廉介陸軍中将が香港総督に任命された。占領下、貿易に依存していた香港経済は停滞し、さらに日本軍は軍票を発行したためにインフレーションを誘発した。1945年の終戦に至るまで日本軍による軍政は維持された。

## 残虐行為と戦犯裁判
香港攻略の司令官で占領後は香港軍政庁長官となった酒井隆と、後に初代磯谷廉介の後を継いで二代目香港総督となった田中久一が、トップクラスとしては香港での責任を問われ戦犯として死刑となった。
日本軍による香港占領中、とりわけ憲兵の行動が住民の怒りを買っていて、初代と二代目の憲兵隊長はいずれも戦後の戦犯裁判で処刑されたという。戦前、日本で高校教師を勤め、日本人の友人多数と妻を持ち、親日家として知られた英人ルイス・ブッシュによってさえ、香港で捕虜になったときの現地収容所の体験として、憲兵らによって、中国人らが毎日裁判らしきものもなく次々と埋立地に送られ墓穴を掘らされて斬首され、憲兵らがそのときの刀の切れ味を自慢していたといい、憲兵らは家の前の掃除を強制するなど住民生活に細かく干渉し、それを怠ればビンタされ、また、民家に押し入って調査し、香港ドルや禁制品を持っていれば、連行され、命を失うこともあったという。憲兵は、中国人･インド人を補助憲兵として雇い、補助憲兵も横暴な行為を行い、住民の反感をかったとされる。また、検問所にいる日本兵らは深々としたお辞儀を強要し、それを忘れて道を横切る者がいれば、日本兵は殴打したという。
後に日本海軍に使われて、広東海防軍の総司令官となった甘志遠の回想記によれば、早くも香港陥落初日の夜には銃を持たないものの刀剣を持った日本兵（輜重兵と思われる）が民家に押しかけ略奪を働いていたという。また、甘志遠は、潜伏兵狩りが行われていたらしき陥落最初の3日間中に、富裕層街の藍塘道で正規兵と思われる日本兵が一軒一軒調査を始め、守衛が拳銃を撃って抵抗したところ、日本兵がなだれ込んで、その屋敷にたまたま避難していた多数の中国人を、男は軍刀で切り殺し、女は強姦したという話を伝えている。
日本軍の戦闘部隊による虐殺・略奪・強姦は香港攻略戦中に主に行われ、とりわけ投降した捕虜が虐殺された。英軍が新界から九龍市街に撤退した翌日の夜、日本軍は新界各地の村で略奪・強姦に狂奔したという。
衆目に晒された名高い虐殺事件としては以下のものがある。19日朝、鯉魚門の向かいにあったサレジオ会修道院に仮設救急医院が設けられ、約12名の英陸軍軍医部スタッフと約30名の民間人がいたが、日本軍に占領され、民間人の医師2名と軍医部スタッフが修道院後方にある排水溝に連行され、背後から刺殺された。25日夜、香港島南部のスタンレー半島の聖ステファン中学（聖士堤反書院）に設けられた英陸軍野戦病院に英陸軍軍医部のスタッフ、7名の看護婦と約170名の負傷兵がいたが、日本軍の占領の際、約60名の患者と25名のスタッフが銃剣と銃撃により殺害され、日没後、さらに3名の看護婦が殺害され、2名が輪姦された。關禮雄によれば「赤柱のワリス准将は中央と連絡が絶たれたまま日本軍と戦っていたが、夜になって降伏した。停戦後のこの抵抗は日本軍の怒りを買い、残虐な殺戮を引き起こした。セントステファン校（先述の聖ステファン中学である）で百名近くの負傷兵と身に寸鉄を帯びない捕虜兵士がすべて殺害され、7、8名の看護婦も凌辱されたうえ虐殺された。」という。
關禮雄によれば「ランタンロード一帯で日本軍は殺戮と略奪を恣にした。跑馬地臨時野戦病院の看護婦はほとんどが強姦された。李樹芬医師が院長を務めていた隣の養和医院は辛くも暴行から逃れた。浅水湾ホテルと濱海の余園も殺戮の巷と化した。」という。新華社によると、李美娜が収集した証言と史料によれば、1941年12月24日、日本兵が香港島の銅鑼湾にある店舗で民間人の女性を強姦し、「ブラッククリスマス」後のある夜にも一部の日本兵が養和医院に強引に進入し一部の看護師を強姦した、という。また、關禮雄によれば、映画スター梅綺も被害者の一人である、という。
關によれば「九龍半島ではごろつき、暴徒の狼藉は日本軍の新界侵攻直後に始まっていた。彼らはイギリス軍と警察が撤退し、日本軍がまだ入ってこない真空状態に乗じ大挙して略奪・強盗を働いた。」。さらに、九龍に潜伏していた日本軍内通者らが腕章をして「勝利の友」と自称し、略奪を繰り返した。「新界と九龍に侵攻した日本軍は強姦、略奪、殺戮を恣にし、悪行の限りを尽くした。日本軍の先鋒部隊は普通は直系部隊ではなく、その多くが朝鮮人や台湾人で軍紀は平素から乱れていた。彼らが一つの地区を攻略するごとに、最初の数日間指揮官は部下の勝手放題の所業を慣例通り黙認した。」という。
謝永光は、25日の香港陥落後に、日本軍司令官の酒井隆が部下の将兵らに3日間の特別休暇を与え、指揮官が部下らに略奪・強姦を黙認したものと主張している。この3日間に、戦闘部隊だけでなく、非戦闘部隊員らも加わって、家捜しのあげく、多数の略奪・暴行や強姦が起きたとされている。翌1942年9月から10月にかけて、香港では出生率が異常に増大し、これは日本兵による私生児であったと伝えられる。25日の夜はヤクザらによる略奪・強姦・保護費と称する強請も起こり、とくに西営盤一帯はひどかったが、その後、やがて気を取り直した地元住民・労働者・厩舎職員ら、さらには国民党の陳策や住民らに雇われたヤクザらもあって、一部地区では対抗したという。また、九龍陥落後に、鑽石山の某映画製作所に避難していた4人の女優らが日本軍の5，6人の馬丁らに輪姦された事件があり、謝永光は「この馬丁とは恐らく朝鮮人にちがいなかった。当時、朝鮮も台湾も日本の植民地であった。日本は兵力不足のため、大量の朝鮮人や台湾人が戦場に駆り出されていた。香港占領期間中、多くの朝鮮人が日本の軍服を着ていたが、日本人より背が高く、日本の正規軍よりももっと凶暴だった。このとき民家に乱入して婦女暴行を働いたのは、ほとんど日本人の手先となって悪事を働いていた朝鮮人であった。当時香港住民は、日本軍に対するよりももっと激しい憎悪の念を彼らに抱いた。」「軍隊の中の台湾人は（略）日本軍よりもっと凶暴であった」「彼ら（台湾人）の身分は単なる軍属にすぎず、これまで正式の軍人になった台湾人は一人もいなかった」と記している。
ただし、謝永光はジャーナリスト、關禮雄（哲学博士）は弁護士で、彼らは香港占領についての研究者であっても、決して日本軍そのものについての専門家ではない。彼らの香港占領期の事件・事実の記述と、日本軍に関する推理・判断の当否は区別する必要がある。実際に、謝永光の『日本軍は香港で何をしたか』の日本語訳本においても、1942年から台湾人志願兵制度が採られ日本軍に台湾人兵がいることを指摘して、編集部による謝の記述への訂正が注記されている。また、謝永光によれば、朝鮮人全てが馬丁で日本軍の軍服を着て部隊の中で階級は二等兵より低かったとするが、これは明らかに、長く「輜重輸卒」と呼ばれ、1931年に「輜重兵特務兵」に改称、さらに1939年に従来からの輜重兵に統合された兵のことを混同している（参照：輜重兵#日本における歴史）。香港戦時、これらの兵も人々の意識の上ではともかく制度上の扱いは一般の兵士であり、1938年以降に朝鮮においても輜重兵を含む朝鮮人兵士らの募集が始まったものの、反乱を恐れ、あくまで多数の日本人兵士らの中に分散配置され、後に兵士数が増えても分散配置は貫かれ、朝鮮人部隊が作られることは最後までなかった（参照：朝鮮人日本兵）。したがって、謝永光の言うような日本軍の軍服を着た朝鮮人日本兵が5，6人とはいえ集団で現れるということは極めて考えにくい。まして、この1941年当時の日本軍には、朝鮮人部隊はもとより台湾人部隊も存在しなかった。したがって、關禮雄の言うような朝鮮人や台湾人が先鋒部隊として香港攻略戦に参加したということは考えにくい。これらの記述は、「香港の日本軍」というより、日清戦争・日中戦争初期から太平洋戦争末期に至るまでの日本軍の軍夫・輜重輸卒・輜重兵に対する中国人の一般的なイメージを述べたものと考えられる。
リネット・シルヴァーは「政府高官は、1942年の香港侵攻の際、日本兵がイギリス人看護師たちをレイプし、殺害したのを知っていた。それなのに、オーストラリア人看護師をシンガポールからなかなか避難させなかった」と非難した。

## 参加兵力
日本軍が新鋭3個師団程度の兵力であった。対して、英軍は全兵力合わせて1個師団程度の規模にしかならず、その中には民兵程度の義勇軍を含み、カナダ兵2000人の中にはろくに訓練も出来ていない10代の新兵も多かったという(謝永光は5千人としている。）。
日本軍
- 陸軍（総兵力 39,700名）
  - 第23軍 - 司令官：酒井隆中将、参謀長：栗林忠道少将、参謀副長：樋口敬七郎少将
    - 第38師団 - 師団長：佐野忠義中将
      - 歩兵第228連隊 - 連隊長：土井定七大佐、歩兵第229連隊 - 連隊長：田中良三郎大佐、歩兵第230連隊 - 連隊長：東海林俊成大佐、山砲兵第38連隊（四一式山砲36門）、工兵第38連隊、輜重兵第38連隊、師団配属部隊は独立山砲兵第10連隊（四一式山砲24門）、独立山砲兵第20大隊（ボ式山砲9門）、独立工兵第19連隊、独立工兵第20連隊など（兵力 23,228名）

    - 第1砲兵隊 - 司令官：北島驥子雄中将
      - 重砲兵第1連隊（四五式二十四糎榴弾砲8門）、独立重砲兵第2大隊（八九式十五糎加農8門）、独立重砲兵第3大隊（八九式十五糎加農8門）、野戦重砲兵第14連隊（四年式十五糎榴弾砲6門）、独立臼砲第2大隊（鋼製十五糎臼砲12門）、砲兵情報第5連隊、第3牽引自動車隊（牽引車32輌）（兵力 5,892名）

    - 荒木支隊 - 連隊長：荒木勝利大佐、第51師団の一部（歩兵第66連隊基幹）（兵力 6,000名）
    - 軍飛行隊 - 作戦機56機（九八式軽爆撃機34機、九七式戦闘機13機、九七式司令部偵察機3機、九八式直協偵察機6機）（兵力 1,300名）
- 海軍
  - 第二遣支艦隊 - 司令長官：新見政一中将、巡洋艦「五十鈴」、駆逐艦3隻基幹

イギリス軍
1940年11月18日、航空元帥ロバート・ポッファム大将の統率下にイギリス極東総司令部が設置され、香港駐屯軍もその指揮下に入った。1941年9月10日、マーク・ヤングが香港総督及び全軍総指揮官として着任した。香港駐屯軍はイギリス本国軍、イギリス・インド軍、カナダ軍によって構成され、現地住民からなる義勇軍が参加していた。
- 香港駐屯軍 - 総司令官：クリストファー・マルトビイ少将（総兵力 13,000名）
  - 陸軍
    - 香港歩兵旅団 - 旅団長：C.ワリス准将
      - ロイヤル・スコッツ連隊第2大隊（イギリス本国軍）800名、ミドルセックス連隊第1大隊（イギリス本国軍）800名、ラージプト第7連隊第5大隊（英印軍）千名、パンジャブ第14連隊第2大隊（英印軍）1,000名。

    - カナダ旅団 - 旅団長：J.K.ロウソン准将
      - ロイヤル・ライフル連隊第1大隊　1,000名、ウィニペグ擲弾兵連隊第2大隊　1,000名。

    - ロイヤル砲兵団 - 砲兵団長：マックロード准将　計2,500名。
      - 第8沿岸砲兵連隊、第12沿岸砲兵連隊他、海岸砲29門（高射砲は不足していた）

    - 工兵野戦中隊　計500名。
    - 香港義勇防衛軍 - 司令官：H.B.ローズ大佐、現地イギリス人、ポルトガル人、香港人からなる義勇軍　1,720名。
    - その他支援軍　数百名。

  - 海軍 - 司令官：A.C.コリンソン代将、駆逐艦1隻、砲艦4隻、魚雷艇8隻　780名（1,600名とも[要出典]）。
  - 空軍 - 作戦機5機（魚雷爆撃機ヴィッカーズ ヴィルドビースト 3機、水陸両用偵察機スーパーマリン ウォーラス 2機） 100名。

## 主題にした作品
小説
- 張愛玲『傾城の恋』1943年

映画
- 『香港攻略 英國崩るゝの日』　田中重雄監督、大映、1942年
- 『風の輝く朝に』　レオン・ポーチ監督、香港映画、1984年
- 『傾城之恋』　アン・ホイ監督、香港映画、1984年
- 『香港大虐殺』　チン・マンイー監督、香港映画、1994年

アニメ
- 『アニメンタリー 決断』 - 第6話「香港攻略」　タツノコプロ制作、日本テレビ放送　1971年